# Abraham Trommius
Abrahamus Trommius, eigenlijk: Abraham Trom, (Groningen, 23 augustus 1633 - aldaar, 29 mei 1719) was een Nederlands predikant en theoloog. Hij behoorde tot de Nederduits Gereformeerde Kerk (de latere Nederlandse Hervormde Kerk die in 2004 voor het overgrote deel is opgegaan in de Protestantse Kerk in Nederland). Hij is bekend geworden door zijn concordantie op de Bijbel, bijgenaamd De Trommius.
Trommius studeerde filosofie, letteren en theologie aan de Universiteit Groningen. Na het afronden van zijn studie in Groningen maakte hij diverse buitenlandse studiereizen; hij kwam op uiteenlopende locaties terecht zoals Londen, Genève, Bazel en Montauban.

Na zijn academische studies begon hij in 1658 aan het predikantschap in Haren (provincie Groningen). Deze standplaats verruilde hij in 1671 voor de stad Groningen.
Behalve op het predikantschap legde hij zich eveneens toe op het schrijven van een grote hoeveelheid theologische werken. De bekendste daarvan was zijn concordantie op de Statenvertaling uit 1637 waarmee hij onmiddellijk faam verwierf toen deze uitkwam. In 1662 begon hij samen met Johannes Martinus, zijn schoonvader, met een aanzet tot dit werk waarin per woord de verschillende Bijbelplaatsen staan aangegeven waarin het betreffende woord voorkomt. Na het overlijden van zijn schoonvader in 1665 zette hij dit grootscheepse werk alleen voort. Tijdens de periode 1672-1691 zag de volledige concordantie van zowel het Oude als het Nieuwe Testament het licht. Dit standaardwerk in drie delen werd een begrip en verscheen vele malen in herdruk, tot in de tegenwoordige tijd toe. In 1717 ontving hij er een eredoctoraat van de Groningse universiteit voor.
Behalve deze concordantie maakte hij er in 1717 ook een voor de Septuagint; deze liep van het Grieks naar het Hebreeuws.

## Werk
- Nederlandse Concordantie van de Bijbel ("De Trommius"), herdruk 2002, uitgeverij Kok - Kampen, ISBN 9043505099